# Pierre Chayriguès

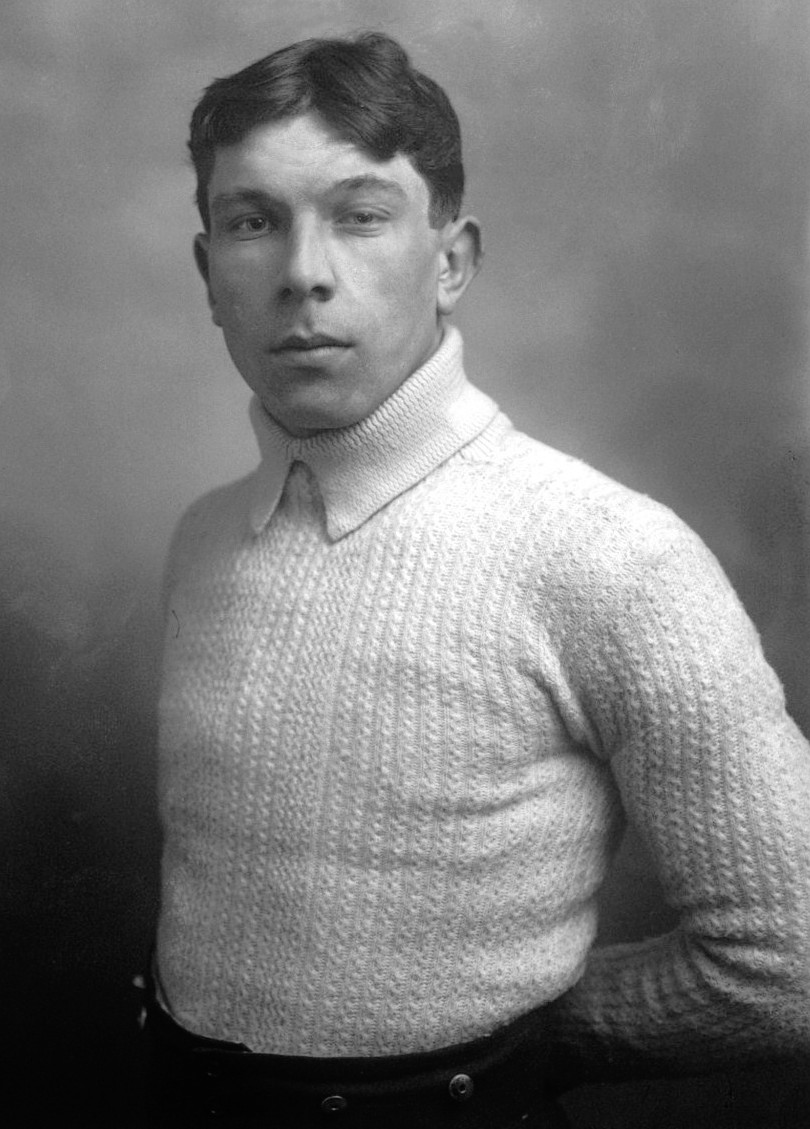
Pierre Chayriguès

Pierre Chayriguès (* 1. Mai 1892 in Paris; † 19. März 1965) war ein französischer Fußballspieler.

## Die Vereinskarriere
Chayriguès war der erste Nationaltorwart Frankreichs, der es auf mehr als 20 Länderspiele brachte. Heute undenkbar, in den „Kinderjahren“ des französischen Fußballs aber nicht einmalig, hatte er bereits im Alter von 14 Jahren das Tor der Männermannschaft von JAS Levallois, eines Pariser Vorortvereins, gehütet. Schon damals zeichnete ihn aus, dass er seine Körpergröße von nur 1,70 Metern durch das Antizipieren gefährlicher Situationen kompensierte; er war der Typus des mitspielenden Torhüters, für den der gesamte Strafraum zu seinem Aktionsbereich zählte. Legendär geworden ist zudem, dass er sich nicht scheute, sich vor die Füße einschussbereiter Gegner zu werfen. Diese Spielweise hat ihm allerdings auch zahlreiche Verletzungen eingetragen. Außerdem soll Pierre Chayriguès einer der ersten in Frankreich gewesen sein, die das Wegfausten von Flanken und Torschüssen bis zur Meisterschaft entwickelten.
Nicht eindeutig zu klären ist die Frage, wann er von Levallois zur Union Sportive Athlétique Clichy wechselte: Weihnachten 1909 trug er mit dem Football Étoile Club Levallois (bei dem als rechter Läufer auch Gaston Barreau mitwirkte) ein Freundschaftsspiel beim FC Uerdingen 05 aus. Andererseits war es in diesen „wilden Jahren“ nichts Ungewöhnliches, dass Mannschaften sich gegenseitig mit Spielern aushalfen; gelegentlich verstärkten sogar Spieler des Gegners ein Team, das keine elf Mann aufbieten konnte. Mit welchem Status auch immer – Chayriguès hielt seinen Kasten sauber und beeindruckte bei Levallois' 7:0-Erfolg auch die etwa 500 deutschen Zuschauer.
Mit 19 überredete ihn der Abwehrspieler Lucien Gamblin, zu Red Star Paris zu wechseln. Diesem Verein blieb er bis zu seinem Karriereende treu und war eine der tragenden Säulen bei dessen Erfolgen bis Mitte der 1920er Jahre. Red Star gehörte bis 1919 dem Fußballverband Ligue de Football Association (LFA) an; deren Landesmeisterschaft gewann der Verein mit Chayriguès im Tor 1912 – allerdings zählt dieser Erfolg heute nicht als offizieller Meistertitel. Im Jahr 1913 unterbreitete Tottenham Hotspur dem Franzosen das lukrative Angebot, in England zu spielen; Chayriguès blieb aber bei Red Star, auch deshalb, weil er dort – zwei Jahrzehnte vor Einführung des Professionalismus in Frankreich – gleichfalls seinen Lebensunterhalt verdienen konnte, wie er Ende der 1920er selbst bekannte. Danach hatte er für seinen Wechsel zu Red Star 500 Francs erhalten und bekam ein monatliches Fixum von 400 FF zuzüglich Siegprämien von jeweils 50 FF. Ebenfalls noch vor dem Ersten Weltkrieg wurde er erstmals in die Nationalelf berufen.
Bei den Interalliierten Spielen 1919 trug er eine schwere Schulterverletzung davon, die das Ende seiner aktiven Zeit einzuläuten schien – aber der Torhüter machte weiter und verhalf seinem Klub von 1921 bis 1923 dreimal in Folge zum Gewinn der Coupe de France. Mit 33 Jahren beendete er seine aktive Laufbahn aufgrund der Spätfolgen einer Verletzung, die er sich beim Spiel gegen Uruguay während der Olympiade 1924 zugezogen hatte.
Später hat Pierre Chayriguès als Trainer gearbeitet, unter anderem bei der US Avranches. Er starb 1965 und wurde auf dem Cimetière de Levallois-Perret bestattet.

### Stationen
- CAS Levallois und FEC Levallois (1906–1908?)
- USA Clichy (1908?–1911)
- Red Star Paris (1911–1925)

## Der Nationalspieler
Zwischen Oktober 1911 und Mai 1925 spielte Pierre Chayriguès insgesamt 21-mal in der Équipe Tricolore. Elf dieser Spiele absolvierte er bis 1914; dann unterbrachen Krieg und Verletzungen seine Karriere in der Nationalmannschaft, bevor er zurückkehrte und 1923/24 weitere neun Länderspiele bestritt, darunter auch zwei bei den Olympischen Spielen 1924. Beim 2:3 gegen England (1925) wurde er noch ein letztes Mal anstelle des neuen Stammtorhüters Maurice Cottenet eingesetzt, der bald darauf für Alex Thépot (er wurde auch bei Red Star Chayriguès' Nachfolger) Platz machen musste. Cottenet und Chayriguès hatten sich übrigens im Pokalendspiel 1921 auch unmittelbar gegenübergestanden.

## Palmarès
- Französischer Meister: Fehlanzeige, aber Landesmeister der LFA 1912
- Französischer Pokalsieger: 1921, 1922, 1923
- 21 A-Länderspiele für Les Bleus
- Platz 3 der Bestenliste französischer Torhüter von France Football (Oktober 2006)